# Kazimierz Zawadzki (zm. 1691)
Kazimierz Zawadzki herbu Rogala (ur. 1647, zm. 15 kwietnia 1691 w Waplewie) – polski historyk i kronikarz, kasztelan chełmiński w latach 1685–1692, podkomorzy malborski w latach 1677–1685, starosta lipieński w 1676 roku, starosta pucki w 1670 roku. 

## Rodzina
Syn podkomorzego parnawskiego i starosty puckiego Jana i Teresy ze Szczawińskich. Dziad Kazimierza, Jan Zawadzki zm. 1645 pełnił urząd wojewody parnawskiego. Kazimierz Zawadzki był od 1679 żonaty z Ludwiką Katarzyną Schlieben, córką wojewody inflanckiego Jana Teodora Schliebena, z którą miał syna Jana Aleksandra (ok. 1680-1710). Po śmierci Zawadzkiego, Ludwika Katarzyna wyszła ponownie za mąż za Stanisława Działyńskiego, starostę kiszewskiego.

## Działalność publiczna
Kazimierz Zawadzki pełnił urzędy: podkomorzego malborskiego, starosty lipińskiego, kasztelana chełmińskiego. Będąc polskim historykiem i kronikarzem przedstawiał w swoich publikacjach historię Polski w sposób krytykujący bezprawie panujące wówczas w Polsce i brak sprawiedliwości.
Był członkiem konfederacji generalnej zawiązanej 5 listopada 1668 roku na sejmie konwokacyjnym. Poseł województwa malborskiego na sejm nadzwyczajny 1670 roku. Poseł województwa malborskiego z sejmiku malborskiego na sejm koronacyjny 1676 roku. Poseł sejmiku malborskiego na sejm 1677 roku, sejm 1681 roku, sejm 1683 roku, sejm 1685 roku.
Był elektorem Michała Korybuta Wiśniowieckiego z województwa malborskiego w 1669 roku.

## Publikacje
- "Gloria orbi Sarmatico consensu monstrata a Deo data" (Warszawa, 1670), ukazuje wybór nowego króla Polski Michała Korybuta Wiśniowieckiego,
- "Tractatus super advertentiam defectuum in capitibus Imperii Sarmatici" (Kraków, 1676), (stanowi ciągłość poprzedniego. Publikacja przedstawiona została na sejmie koronacyjnym królowi Janowi III Sobieskiemu, jako wskazówka "jak ma rządzić krajem". Wywołało to spore oburzenie, a sam historyk trafił przed sąd biskupa krakowskiego. Treść publikacji została publicznie spalona),
- "Speculum anomalium... seren. Joanni III Polonorum regis" (1690),
- "Historia arcana seu annalium Polonicorum libri VII" (1699) i in.